# Amerikanisch-samoanische Fußballnationalmannschaft (U-20-Männer)
Die amerikanisch-samoanische U-20-Fußballnationalmannschaft ist eine Auswahlmannschaft amerikanisch-samoanischer Fußballspieler, welche der Football Federation American Samoa unterliegt.

## Geschichte
Die Mannschaft nahm erstmals nach ihrer Anerkennung durch die OFC an der U20-Ozeanienmeisterschaft 1998 teil. Dort hatte man mit einer 0:23-Niederlage gegen die Salomonen auch sein erstes Länderspiel überhaupt, welches bis heute zudem die höchste Niederlage der Mannschaft darstellt. Danach folgte erst bei der Ausgabe im Jahr 2011 eine erneute Teilnahme. Seit 2014 nahm durchgehend immer an der Ozeanienmeisterschaft teil und erreichte bei diesem Turnier zudem erstmals auch ein Unentschieden. Ein Sieg gelang dem Team bei diesem Turnier bislang noch nicht.

## Turnierbilanzen bei U-20-Ozeanienmeisterschaften
| U-20-Ozeanienmeisterschaft | U-20-Ozeanienmeisterschaft | U-20-Ozeanienmeisterschaft | U-20-Ozeanienmeisterschaft | U-20-Ozeanienmeisterschaft | U-20-Ozeanienmeisterschaft | U-20-Ozeanienmeisterschaft | U-20-Ozeanienmeisterschaft | U-20-Ozeanienmeisterschaft |
| Jahr                       | Teilnahme bis              | Gespielt                   | Gewonnen                   | Unentschieden              | Verloren                   | Tore                       | Gegentore                  | Tordifferenz               |
| -------------------------- | -------------------------- | -------------------------- | -------------------------- | -------------------------- | -------------------------- | -------------------------- | -------------------------- | -------------------------- |
| 1974                       | Kein OFC-Mitglied          | Kein OFC-Mitglied          | Kein OFC-Mitglied          | Kein OFC-Mitglied          | Kein OFC-Mitglied          | Kein OFC-Mitglied          | Kein OFC-Mitglied          | Kein OFC-Mitglied          |
| 1978                       | Kein OFC-Mitglied          | Kein OFC-Mitglied          | Kein OFC-Mitglied          | Kein OFC-Mitglied          | Kein OFC-Mitglied          | Kein OFC-Mitglied          | Kein OFC-Mitglied          | Kein OFC-Mitglied          |
| 1980                       | Kein OFC-Mitglied          | Kein OFC-Mitglied          | Kein OFC-Mitglied          | Kein OFC-Mitglied          | Kein OFC-Mitglied          | Kein OFC-Mitglied          | Kein OFC-Mitglied          | Kein OFC-Mitglied          |
| 1982                       | Kein OFC-Mitglied          | Kein OFC-Mitglied          | Kein OFC-Mitglied          | Kein OFC-Mitglied          | Kein OFC-Mitglied          | Kein OFC-Mitglied          | Kein OFC-Mitglied          | Kein OFC-Mitglied          |
| 1985                       | Kein OFC-Mitglied          | Kein OFC-Mitglied          | Kein OFC-Mitglied          | Kein OFC-Mitglied          | Kein OFC-Mitglied          | Kein OFC-Mitglied          | Kein OFC-Mitglied          | Kein OFC-Mitglied          |
| 1986                       | Kein OFC-Mitglied          | Kein OFC-Mitglied          | Kein OFC-Mitglied          | Kein OFC-Mitglied          | Kein OFC-Mitglied          | Kein OFC-Mitglied          | Kein OFC-Mitglied          | Kein OFC-Mitglied          |
| 1988                       | Kein OFC-Mitglied          | Kein OFC-Mitglied          | Kein OFC-Mitglied          | Kein OFC-Mitglied          | Kein OFC-Mitglied          | Kein OFC-Mitglied          | Kein OFC-Mitglied          | Kein OFC-Mitglied          |
| 1990                       | Kein OFC-Mitglied          | Kein OFC-Mitglied          | Kein OFC-Mitglied          | Kein OFC-Mitglied          | Kein OFC-Mitglied          | Kein OFC-Mitglied          | Kein OFC-Mitglied          | Kein OFC-Mitglied          |
| 1992                       | Kein OFC-Mitglied          | Kein OFC-Mitglied          | Kein OFC-Mitglied          | Kein OFC-Mitglied          | Kein OFC-Mitglied          | Kein OFC-Mitglied          | Kein OFC-Mitglied          | Kein OFC-Mitglied          |
| 1994                       | Kein OFC-Mitglied          | Kein OFC-Mitglied          | Kein OFC-Mitglied          | Kein OFC-Mitglied          | Kein OFC-Mitglied          | Kein OFC-Mitglied          | Kein OFC-Mitglied          | Kein OFC-Mitglied          |
| 1997                       | Kein OFC-Mitglied          | Kein OFC-Mitglied          | Kein OFC-Mitglied          | Kein OFC-Mitglied          | Kein OFC-Mitglied          | Kein OFC-Mitglied          | Kein OFC-Mitglied          | Kein OFC-Mitglied          |
| 1998                       | Gruppenphase               | 3                          | 0                          | 0                          | 3                          | 0                          | 46                         | -46                        |
| & 2001                     | Keine Teilnahme            | Keine Teilnahme            | Keine Teilnahme            | Keine Teilnahme            | Keine Teilnahme            | Keine Teilnahme            | Keine Teilnahme            | Keine Teilnahme            |
| & 2002                     | Keine Teilnahme            | Keine Teilnahme            | Keine Teilnahme            | Keine Teilnahme            | Keine Teilnahme            | Keine Teilnahme            | Keine Teilnahme            | Keine Teilnahme            |
| 2005                       | Keine Teilnahme            | Keine Teilnahme            | Keine Teilnahme            | Keine Teilnahme            | Keine Teilnahme            | Keine Teilnahme            | Keine Teilnahme            | Keine Teilnahme            |
| 2007                       | Keine Teilnahme            | Keine Teilnahme            | Keine Teilnahme            | Keine Teilnahme            | Keine Teilnahme            | Keine Teilnahme            | Keine Teilnahme            | Keine Teilnahme            |
| 2008                       | Keine Teilnahme            | Keine Teilnahme            | Keine Teilnahme            | Keine Teilnahme            | Keine Teilnahme            | Keine Teilnahme            | Keine Teilnahme            | Keine Teilnahme            |
| 2011                       | Gruppenphase               | 3                          | 0                          | 0                          | 3                          | 2                          | 17                         | -15                        |
| 2013                       | Keine Teilnahme            | Keine Teilnahme            | Keine Teilnahme            | Keine Teilnahme            | Keine Teilnahme            | Keine Teilnahme            | Keine Teilnahme            | Keine Teilnahme            |
| 2014                       | 6. Platz                   | 5                          | 0                          | 1                          | 4                          | 1                          | 23                         | −22                        |
| & 2016                     | Vorrunde                   | 3                          | 0                          | 1                          | 2                          | 1                          | 11                         | −10                        |
| & 2018                     | Vorrunde                   | 3                          | 0                          | 0                          | 3                          | 1                          | 7                          | −6                         |
| 2022                       | Gruppenphase               | 3                          | 0                          | 0                          | 3                          | 0                          | 19                         | −19                        |
| Total                      | 15                         | 20                         | 0                          | 2                          | 18                         | 5                          | 123                        | -118                       |